# Panamerikamesterskabet i håndbold 2016 (mænd)
Panamerikamesterskabet i håndbold for mænd 2016 var det 17. panamerikamesterskab for mænd gennem tiden, og slutrunden med deltagelse af tolv hold blev afviklet i arenaen Tecnópolis i Buenos Aires, Argentina i perioden 11. - 19. juni 2016.
Mesterskabet blev vundet af Brasilien, som dermed vandt titlen for tredje gang. I finalen vandt brasilianerne med 28−24 over Chile, som havde kvalificeret sig til mesterskabets finale for første gang nogensinde. Det var endvidere første gang siden 2000, at finalen ikke var et opgør mellem Brasilien og Argentina. Efter at have vundet guld- eller sølvmedaljer ti gange i træk måtte Argentina denne gang nøjes med bronzemedaljerne, som holdet sikrede sig ved at besjre Uruguay i bronzekampen med 29−13. Det var fjerde mesterskab i træk, at de tre pladser på sejrsskamlen blev besat af de tre sydamerikanske nabolande.
Ud over titlen som panamerikamester spillede holdende endvidere om tre ledige pladser ved VM i håndbold 2017 i Frankrig. De tre ledige pladser gik til de tre medaljevindende hold: Brasilien, Chile og Argentina.

## Slutrunde
Oprindeligt var Venezuela blevet udpeget som værtsland for mesterskabet, men de måtte frasige sig værtskabet på grund af økonomiske problemer. I stedet blev slutrunden placeret i Argentina, der var vært for mesterskabet for fjerde gang, og ved alle de tre foregående tilfælde var turneringen også blevet spillet i Buenos Aires. Kampene blev afvikles i Tecnópolis, hvor der blev spillet i to haller:
- Estadio del Bicentario (5.000 tilskuerpladser)
- Estadio de las Américas (1.800 tilskuerpladser)

### Hold
Slutrunden havde deltagelse af 12 hold, og oprindeligt havde nedenstående tolv hold kvalificeret sig til mesterskabet.
- De tre bedste hold fra Panamerikamesterskabet 2014:
  -  Argentina
  -  Brasilien
  -  Chile
- Fire hold fra Sydamerika:
  -  Uruguay
  -  Paraguay
  -  Venezuela
  -  Colombia
- De fire bedste hold fra NorCa-turneringen 2016, der imidlertid blev aflyst, eftersom Cuba og Mexico meldte afbud, hvilket blot efterlod fire hold, der dermed kvalificerede sig direkte til mesterskabet.
  -  Canada
  -  Grønland
  -  Puerto Rico
  -  USA
- Vinderen af Mellemamerikamesterskabet 2015:[2]
  -  Guatemala

Inden gruppeinddelingen meldte Venezuela imidlertid afbud og blev erstattet af Mexico. Lodtrækningen til gruppeinddelingen i den indledende runde blev foretaget den 23. april 2016 og resulterede i følgende grupper.
| Gruppe A  |
| --------- |
| Argentina |
| Chile     |
| Grønland  |
| Guatemala |
| Canada    |
| Mexico    |

| Gruppe B    |
| ----------- |
| Brasilien   |
| Uruguay     |
| USA         |
| Paraguay    |
| Puerto Rico |
| Colombia    |

### Indledende runde
I hver gruppe spillede holdene en enkeltturnering alle-mod-alle, og de to bedste hold i hver gruppe gik videre til semifinalerne.

#### Gruppe A
| Dato     | Tid   | Kamp                  | Res.  | Pause |
| -------- | ----- | --------------------- | ----- | ----- |
| 11. juni | 15:10 | Chile - Mexico        | 30–21 | 18-10 |
| 11. juni | 17:00 | Grønland - Canada     | 31–24 | 16-10 |
| 11. juni | 17:05 | Argentina - Guatemala | 37–12 | 19-31 |
| 12. juni | 15:00 | Canada - Argentina    | 13–37 | 15-17 |
| 12. juni | 16:00 | Mexico - Grønland     | 24–36 | 12-18 |
| 12. juni | 18:00 | Guatemala - Chile     | 11–41 | 17-21 |
| 13. juni | 15:00 | Argentina - Mexico    | 42–17 | 21-71 |
| 13. juni | 16:00 | Guatemala - Canada    | 24–27 | 17-18 |
| 13. juni | 19:00 | Chile - Grønland      | 37–29 | 16-16 |
| 15. juni | 15:00 | Grønland - Argentina  | 25–23 | 12-12 |
| 15. juni | 16:00 | Mexico - Guatemala    | 32–31 | 19-13 |
| 15. juni | 19:00 | Chile - Canada        | 42–26 | 23-12 |
| 16. juni | 15:00 | Grønland - Guatemala  | 45–23 | 25-13 |
| 16. juni | 18:00 | Canada - Mexico       | 21–28 | 12-13 |
| 16. juni | 19:00 | Argentina - Chile     | 22–21 | 15-81 |

| Hold      | Kampe | Mål       | Point |
| --------- | ----- | --------- | ----- |
| Chile     | 5     | 0161-8811 | 8     |
| Argentina | 5     | 0171-1091 | 8     |
| Grønland  | 5     | 1166-1310 | 8     |
| Mexico    | 5     | 122-159   | 4     |
| Canada    | 5     | 0110-1621 | 2     |
| Guatemala | 5     | 0101-1821 | 0     |

#### Gruppe B
| Dato     | Tid   | Kamp                    | Res.  | Pause |
| -------- | ----- | ----------------------- | ----- | ----- |
| 11. juni | 15:00 | USA - Puerto Rico       | 26–31 | 15-13 |
| 11. juni | 20:00 | Uruguay - Colombia      | 33–11 | 14-51 |
| 11. juni | 20:05 | Brasilien - Paraguay    | 54–14 | 30-70 |
| 12. juni | 17:00 | Puerto Rico - Brasilien | 24–38 | 15-20 |
| 12. juni | 19:00 | Paraguay - Uruguay      | 19–34 | 10-15 |
| 12. juni | 20:05 | Colombia - USA          | 21–29 | 19-12 |
| 13. juni | 17:00 | Brasilien - Colombia    | 42–10 | 21-71 |
| 13. juni | 18:00 | Paraguay - Puerto Rico  | 26–34 | 13-17 |
| 13. juni | 20:00 | Uruguay - USA           | 26–21 | 13-91 |
| 15. juni | 17:00 | USA - Brasilien         | 15–40 | 05-20 |
| 15. juni | 18:00 | Uruguay - Puerto Rico   | 27–22 | 13-13 |
| 15. juni | 20:00 | Colombia - Paraguay     | 32–31 | 14-16 |
| 16. juni | 16:00 | Puerto Rico - Colombia  | 34–26 | 17-10 |
| 16. juni | 17:00 | Brasilien - Uruguay     | 40–15 | 20-70 |
| 16. juni | 20:00 | USA - Paraguay          | 31–25 | 14-13 |

| Hold        | Kampe | Mål       | Point |
| ----------- | ----- | --------- | ----- |
| Brasilien   | 5     | 214-781   | 10    |
| Uruguay     | 5     | 1135-1130 | 8     |
| Puerto Rico | 5     | 145-143   | 6     |
| USA         | 5     | 122-143   | 4     |
| Colombia    | 5     | 100-169   | 2     |
| Paraguay    | 5     | 0115-1851 | 0     |

### Semifinaler og finaler
Semifinalerne havde deltagelse af de fire hold, der sluttede på første- eller andenpladserne i grupperne i den indledende runde.
| Dato        | Tid   | Kamp                  | Res.  | Pause |
| ----------- | ----- | --------------------- | ----- | ----- |
| Semifinaler |       |                       |       |       |
| 18. juni    | 14:00 | Brasilien - Argentina | 23–20 | 9–9   |
| 18. juni    | 16:00 | Chile - Uruguay       | 31–24 | 14–13 |
| Bronzekamp  |       |                       |       |       |
| 19. juni    | 19:00 | Uruguay - Argentina   | 13–29 | 5–15  |
| Finale      |       |                       |       |       |
| 19. juni    | 16:30 | Chile - Brasilien     | 24–28 | 12–15 |

### Placeringskampe
Holdene, der sluttede på tredje- eller fjerdepladserne i grupperne i den indledende runde, spillede placeringskampe om 5.- til 8.-pladsen.
| Dato               | Tid   | Kamp                   | Res.  | Pause |
| ------------------ | ----- | ---------------------- | ----- | ----- |
| Semifinaler        |       |                        |       |       |
| 18. juni           | 18:00 | Grønland - USA         | 37–30 | 14–14 |
| 18. juni           | 20:00 | Puerto Rico - Mexico   | 30–29 | 14–16 |
| Kamp om 7.-pladsen |       |                        |       |       |
| 19. juni           | 12:30 | USA - Mexico           | 27–31 | 15–17 |
| Kamp om 5.-pladsen |       |                        |       |       |
| 19. juni           | 14:30 | Grønland - Puerto Rico | 44–22 | 18–11 |

Holdene, der sluttede på femtepladserne i grupperne i den indledende runde, spillede placeringskamp om 9.- og 10.-pladsen, mens holdene, der sluttede på sjettepladserne i grupperne i den indledende runde, spillede placeringskamp om 11.- og 12.-pladsen.
| Dato                | Tid   | Kamp                 | Res.  | Pause |
| ------------------- | ----- | -------------------- | ----- | ----- |
| Kamp om 11.-pladsen |       |                      |       |       |
| 18. juni            | 9:30  | Guatemala - Paraguay | 31–25 | 14–16 |
| Kamp om 9.-pladsen  |       |                      |       |       |
| 18. juni            | 11:30 | Canada - Colombia    | 21–29 | 10–14 |

### Samlet rangering
| Plac.  | Hold        | Kommentar                |
| ------ | ----------- | ------------------------ |
| Guld   | Brasilien   | Kvalificeret til VM 2017 |
| Sølv   | Chile       | Kvalificeret til VM 2017 |
| Bronze | Argentina   | Kvalificeret til VM 2017 |
| 4.     | Uruguay     |                          |
| 5.     | Grønland    |                          |
| 6.     | Puerto Rico |                          |
| 7.     | Mexico      |                          |
| 8.     | USA         |                          |
| 9.     | Colombia    |                          |
| 10.    | Canada      |                          |
| 11.    | Guatemala   |                          |
| 12.    | Paraguay    |                          |